# Fatima (film 1997)
Fatima (znany też jako Fatima – historia objawień, lub Fatima. Objawienia Maryjne) – film z 1997 roku, w reżyserii Fabrizia Costy. Akcja umieszczona jest w miejscowości Fatima, w 1917 roku, w czasie objawień maryjnych.

## Opis fabuły
Jest rok 1917. Portugalią wstrząsa walka antyklerykalnego rządu z Kościołem. 13 maja 1917 r. Lucia dos Santos i dwoje jej młodszych kuzynów Jacinta i Francisco Marto pasą jak zwykle stadko kóz i owiec, umilając sobie jednocześnie czas zabawą. Nagle widzą gwałtowny błysk, zrywa się wiatr. Początkowo pastuszkowie myślą, że nadciąga burza. Błysk się powtarza, a chwilę później dzieciom ukazuje się kobieca postać w białej szacie, otoczona przedziwną poświatą. Lucia nie tylko widzi piękną panią, lecz także może z nią rozmawiać.

## Obsada
- Joaquim de Almeida – Avelino de Almeida
- Catarina Furtado – Margarida
- Diogo Infante – Dário
- Vanessa Antunes – Lúcia
- Vanessa Staiss – Jacinta
- Filipe Carvalho – Francisco
- Pedro André – António

i inni